# Història d'Àsia

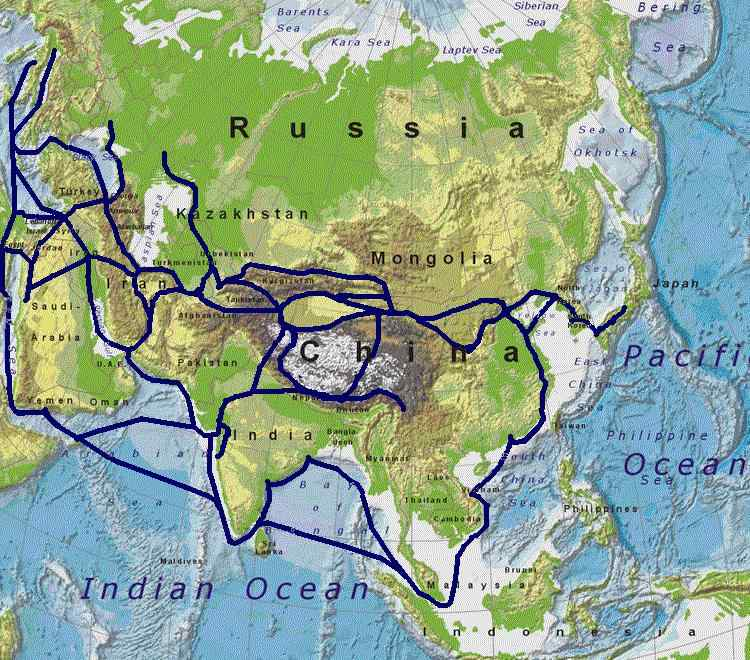
La Ruta de la Seda connectava diverses civilitzacions al llarg d'Àsia.

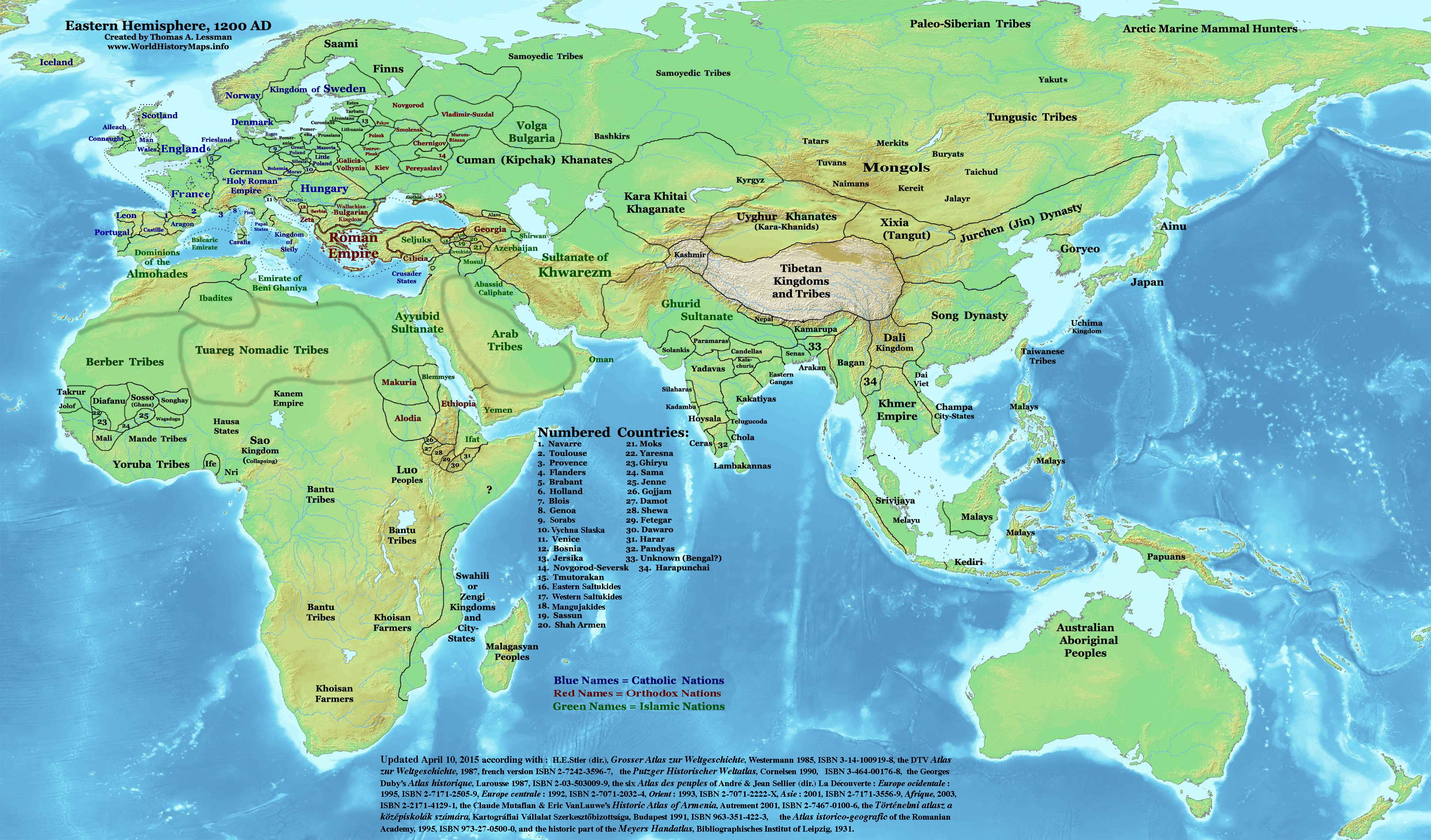
Àsia l'any 1200, abans de l'Imperi Mongol.

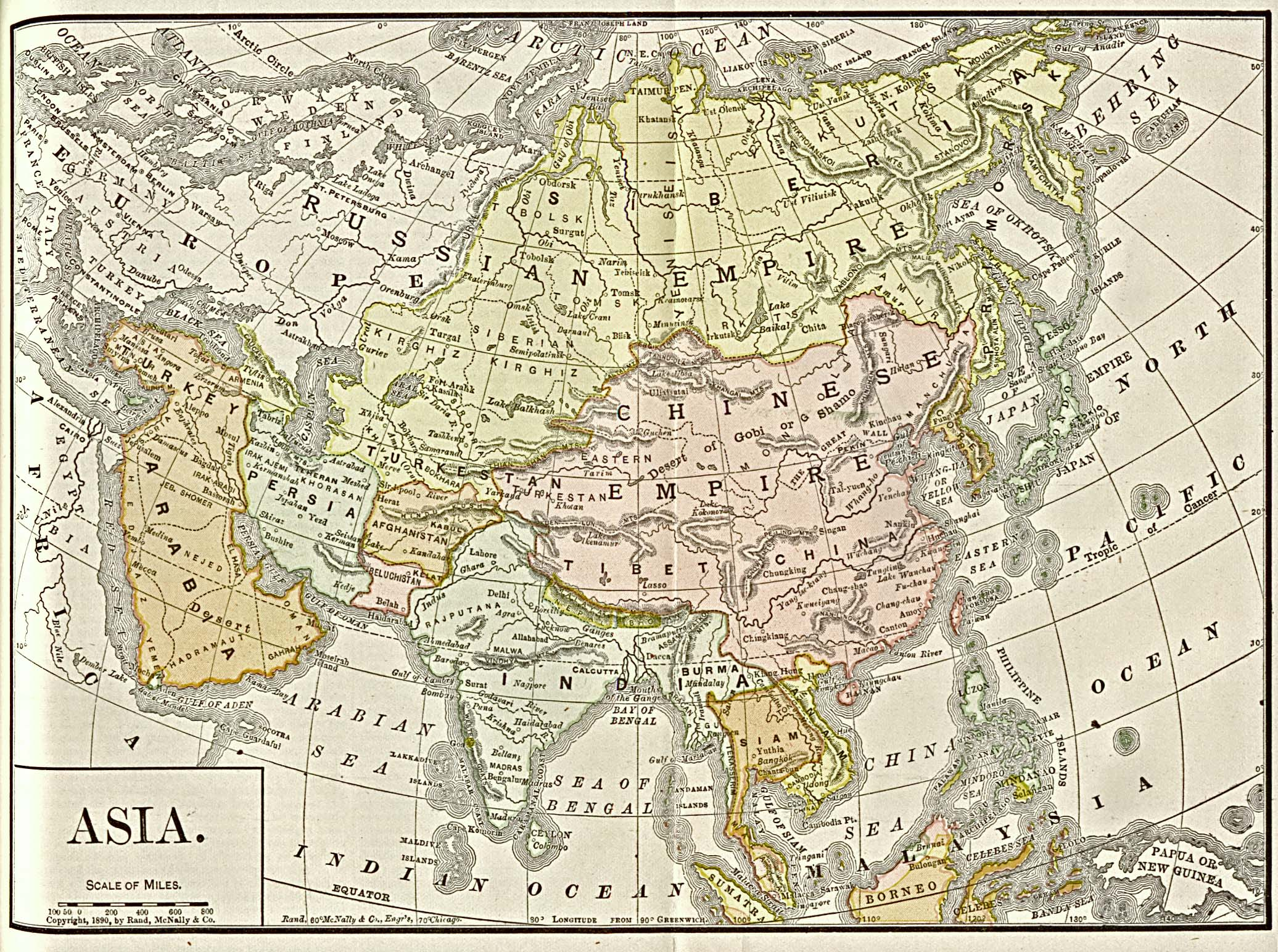
Mapa d'Àsia, 1892.

La història d'Àsia és la història col·lectiva que agrupa les històries de diversos pobles que poden agrupar-se en quatre zones culturals diferenciades vinculades per la massa interior de l'estepa euroasiàtica: el Pròxim Orient, l'Àsia del Sud, l'Àsia oriental i les estepes centrals. La perifèria costanera va ser la llar d'algunes de les primeres civilitzacions conegudes del món, i cadascuna de les tres regions va desenvolupar les primeres comunitats al voltant de les fèrtils valls dels rius. Les civilitzacions de Mesopotàmia, la Vall de l'Indus i la Xina van compartir moltes similituds i probablement van intercanviar tecnologies i idees com les matemàtiques i la roda. Altres idees com les de l'escriptura possiblement es van desenvolupar de manera individual en cada àrea. Les ciutats, estats i després imperis es van desenvolupar en aquestes terres baixes. La regió de l'estepa havia estat habitada durant molt de temps per nòmades muntats i des de les estepes centrals podien aconseguir totes les àrees del continent asiàtic. La més antiga d'aquestes expansions centrals coneguda que va sortir de les estepes va ser la indoeuropea, que va propagar les seves llengües per l'Orient Mitjà, l'Índia i fins a les fronteres de la Xina. La zona nord del continent, que abarca gran part de Sibèria, també era inaccessible als nòmades de les estepes a causa dels densos boscos i de la tundra. Aquestes àrees estaven escassament poblades. El centre i la perifèria es van mantenir separades per muntanyes i deserts. Les muntanyes del Caucas, l'Himàlaia, el desert de Karakum i el Desert de Gobi formaven barreres que els genets de les estepes només podien travessar amb dificultat. Encara que tecnològicament i culturalment els habitants de les ciutats eren més avançats, poc podien fer militarment per defensar-se contra les hordes muntades de les estepes. No obstant això, les terres baixes no tenien suficients praderies obertes per suportar una gran força de cavalleria. Per això els nòmades que van conquerir estats a la Xina, l'Índia i l'Orient mitjà aviat es van veure obligats a adaptar-se a les societats locals.

## Neolític
L'Àsia occidental va ser la primera part del món que va veure la transició a un nou estil de vida, el Neolític (mode productiu agrari i ramader), encara que a la zona de la Xina i el sud-est asiàtic també es van desenvolupar comunitats agrícoles.
En Göbekli Tepe (sud-est de Turquia), es troba un santuari datat el 10.000 aC, que s'ha vist com el començament de la primera fase neolítica. Aquest lloc va ser habitat per caçadors-recol·lectors nòmades, ja que no hi ha habitatges permanents al voltant. És el lloc de culte conegut més antic.
Al voltant del 9000 aC es desenvolupa el primer conjunt de cultures neolítiques aparegudes en el Creixent Fèrtil. Entorn del 8.000 aC apareix el primer nucli pròpiament urbà, Jericó, a la franja siriano-palestina. Estava envoltat per una muralla de pedra i marbre, i contenia una població d'entre 2.000 i 3.000 habitants en una enorme torre de pedra. La data de construcció exacta no és pas establerta amb certesa, ja que les proves de carboni 14 van ser analitzades en diferents laboratoris. Jbeil (Biblos), a l'actual Líban, és un altre jaciment. La cultura neolítica de Jericó va evolucionar directament de la cultura epipaleolítica local (Natufienca), els integrants van ser pioners en la recol·lecció del cereal silvestre, la qual posteriorment es va transformar en una autèntica agricultura. Entre 8.500 i 8.000 aC les comunitats agrícoles van començar a estendre's cap a Anatòlia, el nord d'Àfrica i l'Alta Mesopotàmia.
El jaciment prehistòric de Beifudi, a prop de Yixian, província de Hebei, a la Xina, conté restes d'una cultura contemporània amb les cultures Cishan i Xinglongwa (ca. 8000-7000 aC), neolítiques i l'est de les Muntanyes Taihang, caient així en un buit arqueològic entre aquestes dues societats de la Xina septentrional. L'àrea total excavada supera els 1.200 m² i les troballes neolítiques es reparteixen en dues fases. El 5500 aC la cultura halafiana apareix a al mediterrani oriental, Síria, Anatòlia i l'Alta Mesopotàmia, basada en l'agricultura de secà. A la Baixa Mesopotàmia es trobaven les planes al·luvials de Sumèria i l'Elam. Des de llavors els sistemes pluvials de reg van ser necessaris. La cultura de l'Obeid va florir entorn del 5500 aC.

## Edat del bronze
L'edat del bronze va començar al voltant del 3500 aC, reemplaçant les cultures neolítiques del Pròxim Orient, que van fundar els primers estats amb funcions centralitzades perfectament definides, i amb dos elements indispensables per a poder funcionar, el temple primer, i després el palau. La Xina i el Vietnam van ser altres centres metal·lúrgics que també van desenvolupar societats estatals arcaiques.

## Edat del ferro
La dinastia Aquemènida de l'Imperi Persa, fundada per Cir II el Gran, va governar una àrea de l'antiga Grècia i Turquia fins al riu Indus i l'Àsia central durant els segles vi, v i iv aC. Alexandre el Gran va conquerir aquest imperi al segle iv aC. L'Imperi Romà va prendre més tard el control d'algunes parts de l'Àsia occidental. Els successius imperis selèucida, part i sassànida de Pèrsia van dominar l'Àsia occidental durant segles. Moltes civilitzacions antigues van ser influenciades per la Ruta de la seda, que connectava la Xina, l'Índia, l'Orient Mitjà i Europa. Dues religions, l'hinduisme i el budisme, que van sorgir a l'Índia, van tenir una influència transcendental al sud, l'est i el sud-est d'Àsia.

## L'Orient Mitjà
A les terres tocant al Mar Mediterrani es van desenvolupar les primeres civilitzacions de la història occidental, com la de Mesopotàmia. També van ser l'origen de les grans religions monoteistes, centrades a l'àrea de Palestina. L'Imperi Persa i la civilització hel·lenística van ocupar més endavant la zona, aportant la seva cultura.
Tots van ser absorbits per l'Imperi Romà cap al segle i aC, passant a ser províncies llatinitzades. L'imperi es dividí en dues meitats: l'Imperi Romà d'Occident i l'Imperi Romà d'Orient
L'arribada de l'islam a la península Aràbiga va canviar per complet el mapa polític de la regió, que va passar a dependre dels califes. Es pot considerar l'edat d'or de la regió, amb un renaixement cultural i urbà. Els turcs, també de religió musulmana, van expulsar les dinasties àrabs, especialment els turcs otomans. Durant tota l'edat mitjana els cristians van lluitar contra aquests (sobretot en les croades) per recuperar el domini sobre el que consideraven Terra Santa. L'Imperi Otomà, però, va sobreviure fins al segle xix, quan va esquarterar-se per la pressió de les potències europees.
Van sorgir aleshores la majoria dels Estats del segle xx, mantenint l'hegemonia musulmana. Després de la Segona Guerra Mundial, amb el naixement de l'Estat d'Israel, la regió va patir un seguit de guerres, recolzades per Occident (que buscava dominar una àrea rica en recursos naturals). La inestabilitat ha estat una constant des mitjan segle xx.

## Àsia del Sud
El subcontinent indi va ser la seu d'una de les primeres civilitzacions humanes, contemporània a la sumèria: la vall de l'Indus. Aquest poble ha dominat sempre la regió en les successives evolucions que ha patit, detallades a l'article Història de l'Índia.
La resta de països han barrejat la influència índia amb les cultures de l'Àsia Oriental, que es reflecteix en la convivència entre l'hinduisme i el budisme. Amb l'expansió musulmana, alguns països es van convertir a l'islam i van adoptar alguns trets de la cultura àrab.

## Àsia Oriental
La Xina va ser una altra de les civilitzacions primerenques i ha mantingut l'hegemonia a la regió. En la seva expansió, va estendre la seva cultura a les estepes (sobretot a través de la Ruta de la Seda), als països del sud i el Japó. Aquest darrer constitueix un altre dels pols de poder de la zona, sobretot a partir del segle xx per l'auge tecnològic i econòmic que va experimentar.

## Àsia central i les estepes
Els pobles indoeuropeus poblaven les estepes des de la prehistòria i amb les seves migracions cap al sud i l'oest van configurar la majoria de civilitzacions europees. El clima àrid i l'orografia del terreny van marcar els moviments d'aquests pobles, propiciant l'aïllament de les comunitats, que d'aquesta manera van desenvolupar cultures pròpies.
Posteriorment les estepes van ser colonitzades per l'Imperi Mongol i per tropes perses i xineses. Les diferents valls serien les precursores dels països de l'Àsia central.
A partir del segle xix entra en joc una nova potència:l'imperi rus. Aquest va estendre's per gran part del continent. Amb la creació de la Unió Soviètica, els països van passar a ser repúbliques dependents de Moscou i amb un règim comunista (el comunisme va arribar fins i tot a les civilitzacions més orientals, com la xinesa i la coreana). Amb la caiguda de l'URSS, els antics pobles van esdevenir Estats independents, amb gran barreja ètnica i religiosa